# 訊聯電信
訊聯電信有限公司於1988年由第一太平集團（First Pacific Group）透過收購當時經營Comvik制式公共汽車電話服務商，於1984年創立的華訊電話系統（香港）有限公司而成立，並於1995年與當時第一太平集團旗下經營傳呼業務之太平專訊（Pacific TeleLink）合併而成為一所全面流動通訊公司，及後更成為香港首家引入數碼電訊技術的流動通訊服務公司。

## 歷史
- 1988年，第一太平集團併購華訊電話有限公司。
- 1989年，成立訊聯電信有限公司（Pacific Link Communications Ltd.）
- 1992年，推出D-AMPS數碼流動通訊服務
- 1995年，與集團其下的太平專訊有限公司合併
- 1996年，把D-AMPS數碼電話服務正式命名為訊聯新勢代數碼電話，並推出單向電話服務訊聯數碼「Walking Phone」。
- 1997年，被香港電訊CSL收購及合併至其下流動通訊服務

推出Walking Phone服務
1996年，在訊聯與太平專訊合併後一年，訊聯電信推出Walking Phone服務，以單向蜂窩式流動電話（只能外撥）配搭傳呼機服務，希望藉此與當時其他電訊公司的CT2電話服務競爭。在使用真正流動電話，而通話質素比CT2更為清析的優勢下，Walking Phone在當時取得大部分的市場份額，公司更在1997年首度超越了香港電訊CSL，成為香港市場佔有率最高的流動通訊服務公司。
1990年訊聯電信電視廣告

## 香港首個D-AMPS數碼式蜂窩電話服務
1992年，訊聯電信正式推出香港首個數碼流動通訊服務（D-AMPS Network），於1996年命名為訊聯新勢代數碼電話，間接促使了香港電訊業界加快數碼化步伐。但由於推出時全港僅有80個數碼發射基座覆蓋，使得訊聯電信網絡未及完善。同年，訊聯推出數碼Walking Phone服務。
1997年的訊聯新勢代電視廣告

## 香港電訊高價併購
1997年12月3日香港電訊管理局批准當時香港電訊轄下全資付屬公司香港電訊CSL斥資48億港元收購訊聯電信，收購項目包括數碼式蜂窩電話服務（D-AMPS）、個人通訊服務（GSM 1800）和無線電傳呼服務，並籍以取得個人通訊系統牌照。在投得此牌照之前，訊聯電信是香港唯一使用 D-AMPS 通訊技術的電訊公司，與當時的和記電訊有限公司所採用的 CDMA 同樣是美式數碼流動通訊技術。收購後把 D-AMPS 業務易名為1+1，直至2006年與和記電訊的 CDMA 牌照被香港政府收回，但在此前用戶已被要求轉用旗下的GSM網絡。原有的GSM 1800牌照與香港電訊CSL的GSM 900牌照共用，使後者同時擁有雙頻的網絡。